# Alairac (Cruesa)
Alairac (en francès Alleyrat) és una comuna (municipi) de França, a la regió de la Nova Aquitània, departament de la Cruesa, al districte i cantó d'Aubusson.
La seva població al cens de 1999 era de 166 habitants. Està integrada a la Communauté de communes d'Aubusson-Felletin.

## Demografia
| 1968 | 1975 | 1982 | 1990 | 1999 |
| ---- | ---- | ---- | ---- | ---- |
| 205  | 176  | 174  | 169  | 166  |

## Administració
| Període   | Identitat        | Partit |
| --------- | ---------------- | ------ |
| 2001-2008 | Jean Théry       |        |
| 2008-     | Henri Maingonnat |        |